# Milakitekwa
Milakitekwa (Similkameen, Sa-milk-a-nuigh), prema Gibbsu jedna od skupina Okanagon Indijanaca koja je živjela u dolini rijeke Okanagon u Washingtonu. Stevens ih u Ind. Aff. Rep. 445, 1854. naziva Mil-a-ket-kun. Gibbs uz njih u Okanagonu klasificira i skupine Tkwuratum (kod Swantona Tukoratum), Konekonep (Konkonelp; Swanton), Kluckhaithkwu i Kinakanes (Okanagon vlastiti).
Neki autori govore da su Milakitekwa Indijanci koje danas poznajemo kao Similkameen, a prvi puta spominje ih Ross (1849) pod imenom Sa-milk-a-nuigh, a ostale varijante su Schimilicameachs, Shmel-a-ko-mikh, Schimilacameachs, Si-mi-lacamichs, Milakitekwa.